# 聖母雪地殿

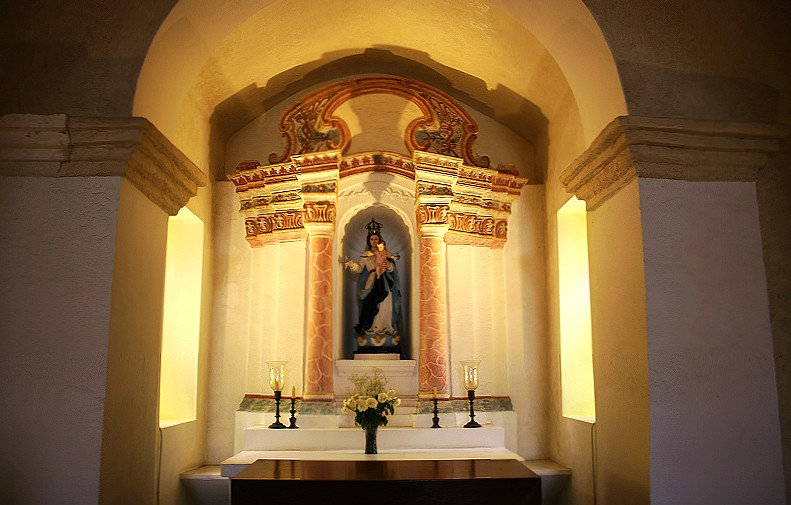
教堂祭壇

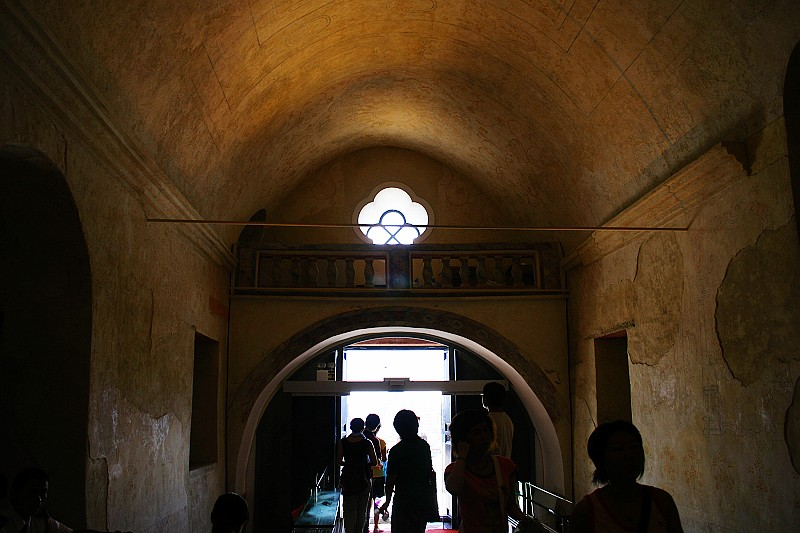
教堂內部建築

聖母雪地殿（葡萄牙語：Capela de Nossa Senhora da Guia），是位於澳門東望洋山山頂上的小教堂。聖母雪地殿教堂位於東望洋炮台的東望洋燈塔旁邊，是東望洋山有三大名勝古蹟之一。在1992年，更被澳門的社團評為澳門八景之一。2005年，作為澳門歷史城區的部分被列入世界文化遺產名錄內。

## 特色
聖母雪地殿教堂主色為白色，帶著黃色的線條點綴，具17世紀葡萄牙修院的建築風格。教堂主堂呈長方形，長為16米，寬4.7米。為承托筒拱結構的屋頂，兩側的牆身厚大且有扶壁。教堂屋頂鋪設紅瓦，屋脊高7米多，檐口高4.8米。在主祭壇右側，設有一間祭衣房；教堂外面的樓梯，可到達上層的唱詩台。
聖母雪地殿教堂的天花呈拱形，牆身繪有聖經故事和人物的彩色壁畫。祭衣房的壁畫線條秀麗活潑，揉合了中國的繪畫技法和西方色彩，中西方的文化與藝術和諧地融匯一起。壁畫繪有：圣母瑪利亞、帕多瓦或里斯本的聖安多尼、獅子、雙頭鷹與牡丹等圖案，極具藝術價值與觀賞性。

## 歷史
聖母雪地殿教堂約建於1622年。當年正值荷蘭人入侵澳門，據說聖母曾步出小教堂外張開自己的斗篷來抵擋敵軍的槍砲攻擊。現今的教堂則建於1637年。聖母雪地殿教堂供有雪地聖母、以及護衛航海的聖人若翰洗者的聖像與畫像。
澳葡政府於1996年對教堂進行内部保護和修復工程時，發現了壁畫遺跡。經過考證後，發現壁畫是中西文化和藝術的大融匯，在華南地區屬罕見之藝術作品。文化局局長何麗鑽指出，政府嚴格以“保護壁畫原有藝術的完整性和真實性”的原則對其進行修復，通過深入的歷史研究，對各層“泥灰水”和顏料進行實驗室分析，並且對使用的材料和色素進行了多項可行性研究與實踐，最後使埋沒在塵土之中的壁畫圖案和人物形象重光。1998年起，專家開始壁畫的修復工作，一筆一筆地上色修補，將壁畫原貌重現。於2001年7月24日，澳門文化局為聖母雪地殿教堂的祭衣房舉行修復重光典禮。

## 歷史文物
- 壁畫：揉合了中國的繪畫技法和西方的色彩的藝術作品
- 古鐘：刻有「此鐘為澳門市最高首長狄西亞總隊長於1707年為東望洋山聖母隱修院而製」及「於1827年重鑄」字樣

## 相關資訊
- 開放時間：10:00-17:30（休息時間：12:00-14:30）
- 入場費：免費
- 其他：教堂內不准拍照，不准錄像及大聲喧嘩（對古老壁畫的保護措施）